# 竹内実 (バレーボール)
竹内 実（たけうち みのる、1971年2月23日 - ）は、日本の男子バレーボール選手である。元全日本代表。

## 来歴
神奈川県川崎市出身。中央大学卒業後、NKKナイツに入部し、アタッカーとして活躍。第26回日本リーグ（1993年）ではサーブ賞を獲得している。
NKKの休部に伴い、1994年にNECブルーロケッツへ移籍。
90年代後半の日本代表チームにおいて、キレのあるスパイクを武器に活躍する一方、所属チームのNECでもチームのリーグ優勝に貢献し、当時のバレー界を代表する選手の一人であった。
しかし、当時の日本男子バレーは低迷期に入っており、1996年のアトランタオリンピック、2000年のシドニーオリンピック両最終予選に出場したものの、結局オリンピック出場を果たすことはできなかった（2000年のシドニー五輪予選にはキャプテンとして出場している）。
後年は選手兼任コーチとしてNECを支える。2006年に現役引退。
コーチを経て2008年NECブルーロケッツ監督に就任する。低迷していたチームにおいてその手腕が期待されていたが、1シーズンでチーム休部となり、結果的にNEC最後の監督を務める事となってしまった。
2024年現在はNECレッドロケッツアカデミーのスタッフとしてバレーボールの指導を行っている。

## 球歴
- 全日本代表としての主な国際大会出場歴
  - 世界選手権 - 1998年
  - ワールドカップ - 1999年

## 所属チーム
- 藤沢高等学校
- 中央大学
- NKKナイツ（1993-1994年）
- NECブルーロケッツ（1994-2006年）